# Gling-Gló
Gling-Gló — джазовый альбом исландской певицы Бьорк, выпущенный в 1990 году, до начала её сольной карьеры. Записан совместно с трио Гудмундура Ингольфссона. Содержит 14 песен на исландском и две дополнительные песни на английском языке. Альбом стал платиновым в Исландии.

## Создание
В 1990 году Бьорк всё ещё находилась в составе группы The Sugarcubes, оставалось 2 года до распада группы, но уже тогда она интересовалась возможностями участия в сторонних проектах. Выступления Бьорк на местном джазовом радио в программе под названием «Godravina Fundur» произвели впечатление на Гудмундура Стейнгримссона (также известного как Папа Джаз), участника джазового трио Гудмундура Ингольфссона. Также у Стейнгримссона были приятные воспоминания о времени, когда 16-летняя Бьорк, увлечённая джазом, торчала на его сессиях звукозаписи в студии на ферме: «Мы записывали одну из первых пластинок Гудмундура Ингольфссона, она находилась поблизости в округе и она постоянно приходила. Ей была очень интересно, потому что она любит джаз… она любит все виды музыки». Когда Трио Гудмундура Ингольфссона поступило предложение от государственного радио подготовить сет популярных стандартов для живого исполнения, они нашли идею привлекательной, но решили, что будет лучше если у них будет певица. По просьбе Стейнгримссона, трио обратилось к Бьорк и она решила использовать эту возможность. Певица отобрала песни для программы и представила их трио, которым только нужно было разучить те немногие из списка, с которыми они были незнакомы. 30 августа 1990 года состоялось дебютное выступление группы в Hotel Borg, прошедшее с большим успехом у публики.
С 1 по 3 сентября в Рейкьявике, в студии Syrland, была осуществлена запись альбома. 14 песен на исландском языке были записаны всего за два дня вживую, практически без дублей. 2 песни на английском языке были записаны ещё раньше, 23 августа, в Ríkisútvarpið (Национальной исландской вещательной службе) для Djasskaffi, радио программы Олафура Тордарссона.

## Релиз
В год своего выпуска (1990) альбом был издан только в Исландии под лейблом Smekkleysa (Bad Taste) на пластинке, компакт-диске и кассете. После всемирного успеха Debut — первого международного сольного диска Бьорк, Gling-Gló был переиздан на пластинке и CD её лейблами One Little Indian и Mother Records — сначала в Великобритании и Европе в 1990-х, а затем и в США в 2003 году.
Оригинальный релиз на пластинке содержит только 14 песен на исландском языке, все 16 песен были изданы на компакт-диске.
Во время концертных выступлений группа исполняла и другие песни, не вошедшие а альбом, в частности: «My Funny Valentine», «I Fall in Love Too Easily», «You Don't Know What Love Is», «Cry Me a River», «Misty». Эти записи доступны в виде бутлегов. Также существуют видеозаписи выступлений группы, однако они никогда не издавались официально.

## Реакция
| Оценки критиков  | Оценки критиков |
| Источник         | Оценка          |
| ---------------- | --------------- |
| All About Jazz   | [ 4 ]           |
| AllMusic         | [ 6 ]           |
| MiC Music Portal | 8/10            |

Альбом стал хитом в Исландии и бестселлером выпустившего его лейбла, получив платиновый статус. В родной стране Бьорк Gling-Gló снискал больший успех, чем её сольный альбом Debut или какой-либо из альбомов Sugarcubes. При этом переиздания за границей после обретения Бьорк мировой славы прошли практически незамеченными.

## Участники
- Бьорк (Björk Guðmundsdóttir) — вокал, гармоника
- Гудмундур Ингольфссон (Guðmundur Ingólfsson) — фортепиано, тамбурин
- Гудмундур Стейнгримссон (Guðmundur Steingrímsson) — барабаны, маракас, колокольчики
- Тордур Хёгнасон (Þórður Högnason) — контрабас

## Список композиций
| №   | Название                       | Текст песни              | Музыка                                   | Длительность |
| --- | ------------------------------ | ------------------------ | ---------------------------------------- | ------------ |
| 1.  | «Gling gló»                    | Kristín Engilbertsdóttir | Alfreð Clausen                           | 2:37         |
| 2.  | «Luktar-Gvendur»               | Eiríkur K. Eiríksson     | Nat Simon                                | 4:00         |
| 3.  | «Kata rokkar»                  | Theodór Einarsson        | Theodór Einarsson                        | 2:56         |
| 4.  | «Pabbi minn»                   | Þorsteinn Sveinsson      | Paul Burkhard                            | 2:40         |
| 5.  | «Brestir og brak»              | Jónas Árnason            | Jón Múli Árnason                         | 3:18         |
| 6.  | «Ástartöfrar»                  | Valdimar Auðunsson       | Valdimar Auðunsson                       | 2:43         |
| 7.  | «Bella símamær»                | Loftur Guðmundsson       | Mark Fontenoy                            | 2:38         |
| 8.  | «Litli tónlistarmaðurinn»      | 12. September            | 12. September                            | 3:23         |
| 9.  | «Það sést ekki sætari mey»     | Loftur Guðmundsson       | Rodgers & Hammerstein Irving Berlin      | 4:00         |
| 10. | «Bílavísur»                    | Jón Sigurðsson           | Jack Holmes                              | 2:38         |
| 11. | «Tondeleyo»                    | Tómas Guðmundsson        | Sigfús Halldórsson                       | 3:29         |
| 12. | «Ég veit ei hvað skal segja»   | Loftur Guðmundsson       | Larry Coleman, Joe Darion, Norman Gimbel | 3:03         |
| 13. | «Í dansi með þér»              | Þorsteinn Sveinsson      | Pablo Beltrán Ruiz                       | 2:26         |
| 14. | «Börnin við tjörnina»          | Jenni Jónsson            | Jenni Jónsson                            | 2:46         |
| 15. | «Ruby Baby»                    | Jerry Leiber             | Mike Stoller                             | 4:00         |
| 16. | «I Can't Help Loving That Man» | Oscar Hammerstein II     | Jerome Kern                              | 3:40         |

Некоторые песни являются обработками известных композиций.